# Công tắc thủy ngân

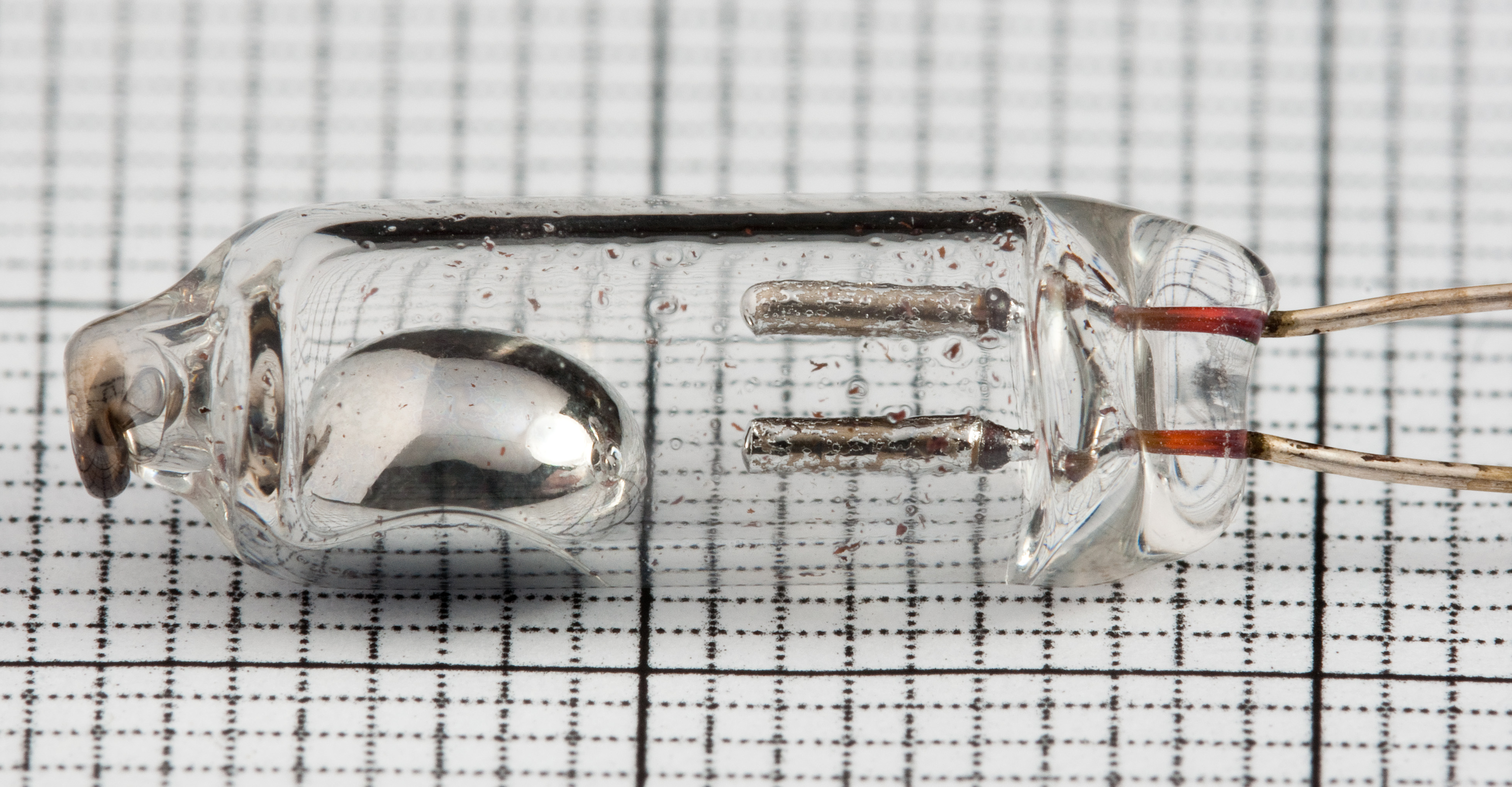
Một công tắc thủy ngân kiểu Single-Pole, Single-Throw (SPST) đặt trên giấy kẻ ly

Hoạt động của công tắc thủy ngân theo độ nghiêng

Công tắc thủy ngân hay chuyển mạch thủy ngân là công tắc điện trong đó đóng và cắt mạch bằng một lượng nhỏ thủy ngân kim loại lỏng kết nối điện cực kim loại để đóng mạch. Có một số thiết kế cơ bản khác nhau về độ nghiêng, chuyển vị, xuyên tâm, v.v..., nhưng tất cả đều có chúng ưu việt là chuyển mạch không bị ăn mòn .
Dạng hoạt động phổ biến nhất là chuyển mạch dựa theo độ nghiêng thủy ngân. Trạng thái đóng (closed) hoặc cắt (open) xảy ra khi nghiêng so với phương ngang, hoặc ngược lại. Đây cũng là cách thức máy điều chỉnh nhiệt tự động (thermostat) kiểu cũ sử dụng để bật sấy nóng, hoặc điều hòa không khí (máy lạnh nóng) bật hoặc tắt.
Công tắc thủy ngân di chuyển sử dụng một piston nhúng vào một bồn thủy ngân, nâng mức trong bồn chứa để tiếp xúc với ít nhất một điện cực. Thiết kế này được sử dụng trong rơle cần thường xuyên chuyển tải điện dòng lớn. Những rơle này sử dụng cuộn dây điện để kéo ống thép trong các bồn hàn kín.

## Hạn chế sử dụng
Do tính độc của thủy ngân và các vấn đề liên quan đến việc xử lý các thiết bị điện cũ, từ những năm 1970 chuyển mạch thủy ngân ít khi được sử dụng. Để giảm nguy cơ phá vỡ ống thủy tinh và do đó rò rỉ thủy ngân, các chuyển mạch thủy ngân gần đây đã được bao quanh thêm bằng một nang nhựa. Một bất lợi khác là chức năng chuyển mạch phụ thuộc vào vị trí và độ rung.
Từ 2005 theo Chỉ thị về hạn chế các chất nguy hiểm (Restriction of hazardous substances directive in electrical and electronic equipment 2002/95/EC, viết tắt là RoHS, sửa đổi tháng 3/2015) chuyển mạch thủy ngân chỉ có thể được sử dụng trong các trường hợp đặc biệt . Các chuyển mạch liên quan đến độ nghiêng được thay thế bằng bi kim loại, tùy thuộc vào vị trí của bi mà đóng một cặp cực kết nối. Điều bất lợi duy nhất của các hệ thống này so với chuyển mạch thủy ngân, là sự tiếp xúc không dứt khoát khi va chạm xảy ra. Điều này làm cho chúng không làm việc được với điện áp hoặc dòng điện lớn.